# Crystal Caves (Computerspiel)
Crystal Caves ist ein Computerspiel, das 1991 von Apogee Software in zunächst drei Episoden veröffentlicht wurde. Das Spiel verwendet dieselbe Engine wie das später erschienene Secret Agent. Ein vierter Teil erschien 2020 zusammen mit HD-Remakes der ersten drei Spiele.

## Geschichte
Mylo Steamwitz ist ein hoffnungsloser Glücksritter, welcher sich ein einfaches Leben in Reichtum wünscht. Um dieses Ziel zu erreichen, plant er zunächst Twibbles (eine Anspielung auf die Tribbles aus der Fernsehserie Star Trek), später Schnecken zu züchten und findet seine Bestimmung letztendlich in einem Schnellrestaurant. Um diese Unternehmen zu finanzieren, baut er im Altair-System Edelsteine ab.

## Spielprinzip
Der Spieler muss auf einem Himmelskörper in jedem Unterlevel einer Mine sämtliche Edelsteine sammeln. Dabei stellen sich ihm feindliche Ungeheuer in den Weg, welche mit einer Raketenpistole beseitigt werden können. Außerdem müssen diverse Türen geöffnet und Aufzüge eingeschaltet werden. Auch andere Hindernisse, etwa Stalaktiten, Stalagmiten und Giftpilze, müssen vermieden werden. Dabei lässt das Leveldesign auch Situationen ohne Gewinnmöglichkeit zu, wodurch eine entsprechende Planung des Lösungsweges notwendig wird. Dem Spieler stehen unendlich viele Leben zur Verfügung, aber nach dem Tod der Spielfigur wird das verlorene Level zurückgesetzt.
Es existieren verschiedene Gegenstände, die vom Spieler eingesammelt werden können und die mehr Munition für die Raketenpistole oder einen Punktebonus geben. Auch mehrere Powerups sind zu finden, deren Wirkung jedoch zeitlich begrenzt ist.
Eine Innovation in diesem Spiel lag darin, dass wenigstens ein Level um 180° gedreht wurde und damit die Schwerkraft für die Spielfigur an der Decke ist.

## Patch
14 Jahre nach Veröffentlichung des Spiels veröffentlichte Apogee am 24. Oktober 2005 einen Patch für das Spiel, um einen Windows-XP-spezifischen Fehler zu beseitigen, was laut der entsprechenden Pressemitteilung einen Rekord in Sachen Langzeit-Support darstellt.